# Ajas paša
Ajas paša (? - Anatolija, Visoko, 1486) je bil bosanski sandžak-beg in  sandžak-beg Hercegovskega sandžaka ter sandžak-beg v Kjustendilu, kulturni mecen, kasneje paša v osmanski službi.

## Življenje
Ni znano kdaj točno je bil rojen. Prav tako ni znano od kod je bil, razen da je bil južnoslovanskega porekla iz krščanske družine, in da je bil verjetno po rodu iz Visokega, ker je tam ustanovil največje število vakufov. 
Od 1470 do 1475, 1477 do 1478 in leta 1483 je bil bosanski sandžak-beg, imenovan tudi gospodar kraljeve dežele, vladal pa je kot Hercegovski sandžak-beg, imenovan tudi hercegovski Krajišnik ali hercegovski vojvoda, od 1478 do 1480 in 1481 do 1483. Leta 1472 je vodil roparski vojni pohod v Hrvaško primorje, Istro in Furlanijo vse do Vidma. Vodil je vojsko, ki je štela 30 000 ljudi, kar je bil prvi važnejši osmanski pohod po osvojitvi Bosne. Glede na velikost vojske in pohoda leta 1472, analitiki menijo, da je bil vrhunski vojskovodja, in to znanje in izkušnje je lahko dobil le v urejeni vojski. Ker menijo, da je bil iz Visokega je to bilo v vojski bosanske države ali nekega bosanskega velikaša. 
Novembra 1481 je oblegal Herceg Novi in mesto zavzel istega leta 14. decembra, potem ko je vojvoda Vlatko Hercegović opustil njegovo obrambo in privolil v predajo. Za to je bil Ajas nagrajen z nazivom paša.

## Dosežki
Imel je ključno vlogo pri razvoju Visokega iz bosanskega srednjeveškega tipa mesta  v urbano organizacijo v osmanskem slogu. Leta 1477 je legaliziral svoje fundacije  vakuf, za hamam, trgovine, mekteb, vodovod, most na reki Bosni, šadirvan, medreso in Nakšbandi tekijo , ki jih je zgradil v Visokem. Osebno je naročil gradnjo vseh teh struktur in zgradb.

## Poglej tudi
- Seznam osmanskih guvernerjev Bosne